# Savannah Sound
Savannah Sound er en by i Bahamas med 204 (2010) indbyggere.